# Henry Vasnier

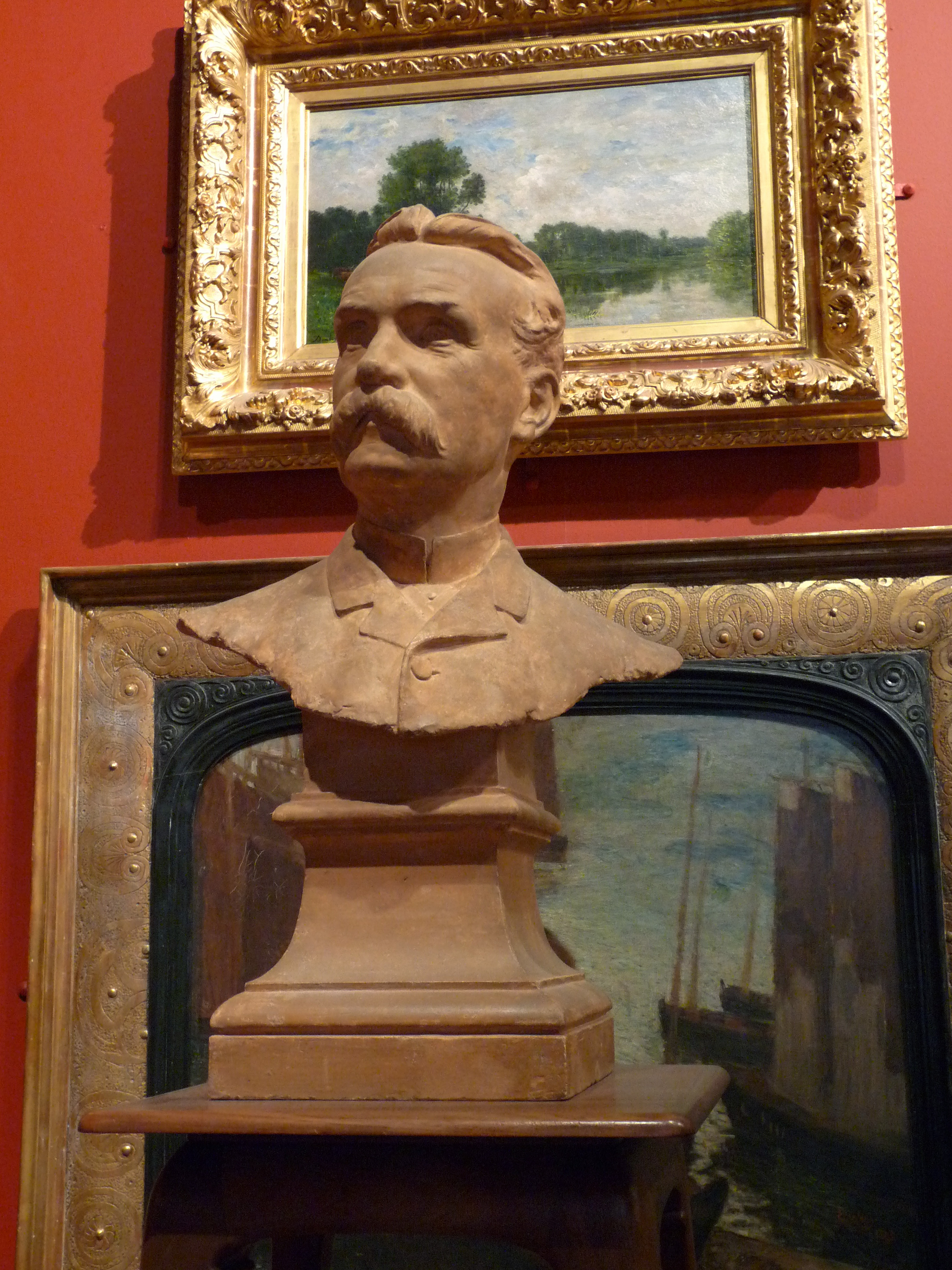
"Busto de Henry Vasnier por Léon Chavalliaud (Museo de Bellas Artes de Reims)

Henry Vasnier, nacido el 28 de abril de 1832 en París y fallecido el 28 de febrero de 1907 en Reims (Marne), fue un comerciante de vinos asociado con la Casa Veuve Pommery, fils et Cie. Gran coleccionista de finales del siglo XIX, legó a su muerte en 1907 sus obras a la ciudad de Reims, enriqueciendo considerablemente las colecciones y formando el núcleo de las futuras colecciones del museo de Bellas Artes.

## Biografía
Henry Vasnier nació en París el 2 de abril de 1832 en una familia burguesa. Su padre, Félix Joseph Dominique Vasnier (1788-1845), era maître d'hôtel, y su madre, Anne-Marie Caroline Auger, era hija de un comerciante. Era uno de tres hermanos, junto con su hermano Edmond y su hermana Clémence.
Comienza su carrera como banquero en Londres. En 1856, se traslada a Reims, a petición de Alexandre Louis Pommery, esposo de Jeanne Alexandrine Louise Melin (1819-1890), con quien su hermana, Clémence Vasnier, había estado en un internado en París. A los veinticuatro años, Henry Vasnier entra así en el negocio de comercio de vinos de Champagne que Alexandre Louis Pommery acaba de tomar junto a Narcisse Greno. Tras la muerte de Alexandre Louis Pommery en febrero de 1858, Henry Vasnier se convierte en el principal colaborador de su viuda, Jeanne Pommery. El 1 de julio de 1885, se asocia con Jeanne Pommery y sus hijos. Tras el fallecimiento de esta última el 18 de marzo de 1890, asume la dirección efectiva de la casa de Champagne.
Se le describe como un hombre de temperamento equilibrado y "impregnado del sentido de la realidad". Con el despliegue de su fortuna, es capaz de poseer varias propiedades, incluyendo 1,892 hectáreas alrededor de Reims dedicadas a su práctica de caza.
Falleció el 28 de febrero de 1907 a causa de una embolia, a la edad de setenta y cuatro años. Sus funerales tuvieron lugar en la iglesia de Saint-André el 4 de marzo de 1907. Legó su colección de obras de arte a la ciudad de Reims, constituyendo así el embrión de la colección del Museo de Bellas Artes de la ciudad. Además, destinó 100 000 francos para llevar a cabo trabajos de instalación del museo en la antigua abadía de Saint-Denis.
Tras su muerte, su colección de obras y objetos de arte, que incluía obras de Corot, fue legada al Museo de Bellas Artes de Reims durante el "Legado Vasnier". Sin embargo, debido a una interpretación testamentaria, algunas piezas fueron excluidas del legado y dispersadas, incluida la famosa "salle à manger" (comedor) creada para él por el maestro vidriero nancés Émile Gallé entre 1891 y 1894, que seguramente es una de las obras maestras del artista. El buffet "Chemins d'automne", la mesa "aux herbes potagères", la mesa "fleurs d'avril" y una serie de doce sillas formaban parte de estas piezas. Estas piezas fueron subastadas en 1974 por el maestro Maurice Rheims en el Hôtel Drouot de París.
Durante la realización del comedor entre 1891 y 1894, las relaciones entre Gallé y Vasnier fueron tensas, ya que la factura final casi duplicaba el presupuesto inicialmente propuesto y se produjo un importante retraso en la entrega.
La correspondencia entre los dos hombres deja claramente entrever la dinámica de poder.
Le musée des beaux-arts de Reims a récemment acquis la salle à manger grâce à un mécénat privé et public. Depuis, elle est accessible au public dans la grande salle du rez-de-chaussée.
El museo también posee el folleto descriptivo escrito por Gallé mismo, así como algunas piezas importantes de vidrio que pertenecieron a Henry Vasnier, como los globos de frutas doradas de los divinos ramajes.
Su temperamento libertino lo llevó a construir una casa de citas y un salón llamado "La Californie" cerca del pueblo de Craonne en Picardía. También mandó construir un zoológico y un parque de plantas exóticas. Hizo plantar viñedos en las colinas para expandir el dominio de Pommery (la región de Champagne no estaba definida en ese momento). El área conserva hasta hoy el nombre de "Plateau de Californie".

## La colección de Henry Vasnier
La fortuna de Henry Vasnier, establecida gracias a su actividad como comerciante de vinos, le permitió crear una colección notable compuesta principalmente por obras de artistas del siglo XIX. Esta colección incluye numerosas pinturas de Louise Abbéma, Eugène Boudin, Jean-Charles Cazin, Camille Corot, Albert Dammouse, Honoré Daumier, Eugène Delacroix, Émile Gallé, Henri Harpignies, Charles Léandre, Léon Lhermitte, Maxime Maufra, Jean-François Millet, Claude Monet, Camille Pissarro, Pierre-Auguste Renoir, Théodore Rousseau, Alfred Sisley. Además de las pinturas, Henry Vasnier también adquirió artes gráficas, esculturas y objetos de arte.
Vers 1863, cuando tenía alrededor de treinta años, Henry Vasnier comenzó a adquirir obras de arte. Su primera adquisición fue un paisaje de Léon-Charles Flahaut, "Paysage à Magny-les-Hameaux", presentado en el Salón de París, por la suma de 600 francos. Continuó sus compras favoreciendo este género pictórico. Atento a los diferentes eventos artísticos, siguió ampliando y enriqueciendo su colección, especialmente a partir de la década de 1870. Henry Vasnier realizaba sus adquisiciones en varios establecimientos clave del mercado de arte parisino, como el Hôtel Drouot, que representaba una fuente esencial para el enriquecimiento de su colección. También frecuentaba los salones, participaba en subastas y completaba sus compras con marchantes como Georges Petit y Paul Durand-Ruel, a quien, por ejemplo, le compró "L'Avenue de l'Opéra" de Camille Pissarro en 1902. De esta manera, logró construir una colección rica y muy representativa de su época. Sus adquisiciones también testimonian su éxito profesional.

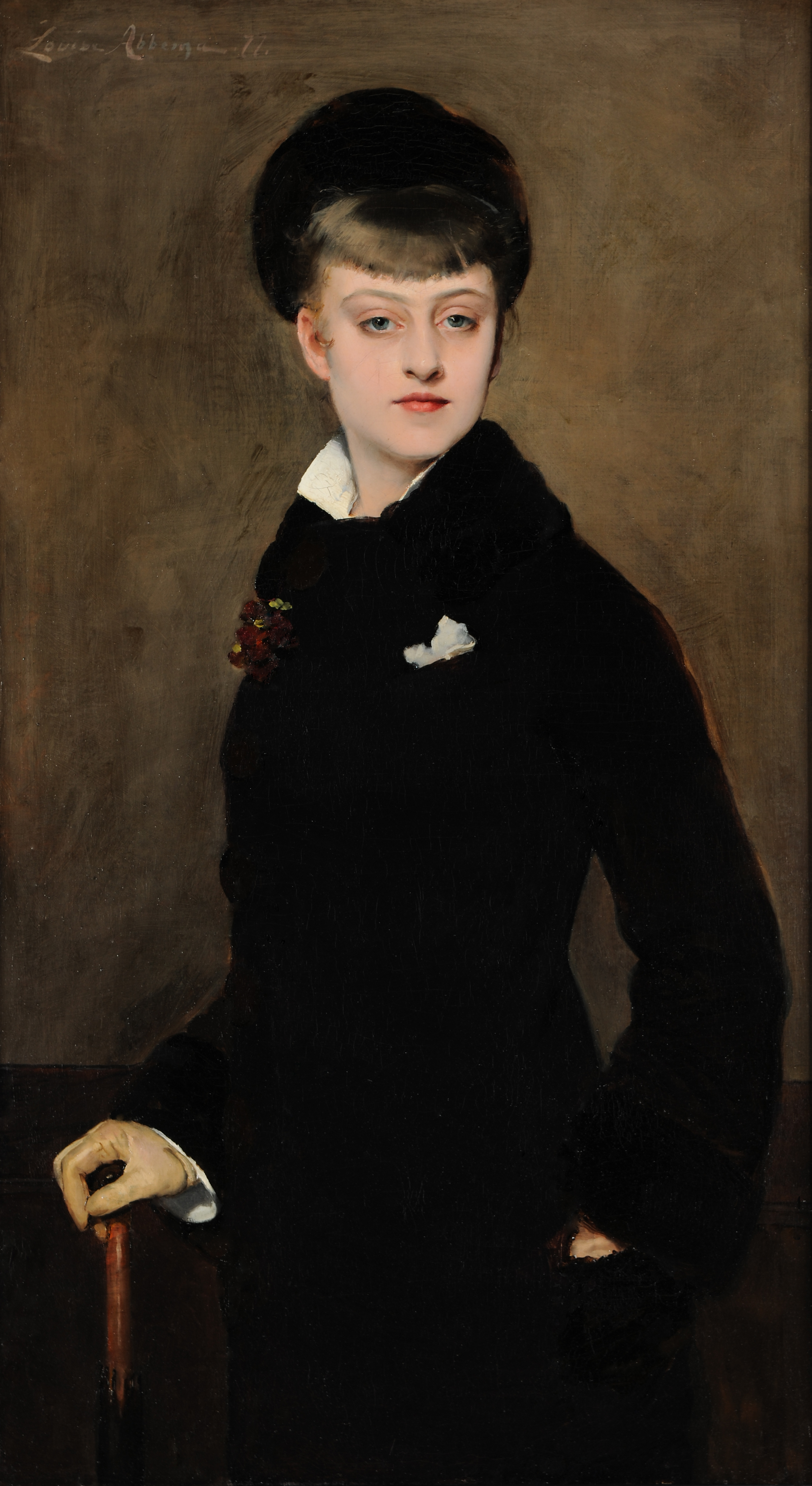
Louise Abbéma, Invierno o Retrato de Renée Delmas, 1877, óleo sobre lienzo, 100,5 x 56,2 cm, Reims, Museo de Bellas Artes

En 1877, adquiere "L’Hiver" de Louise Abbéma en el Salón de Reims.
À partir de 1881, intensifica sus adquisiciones, llenando su apartamento en la rue Vauthier-le-Noir. Su colección, en pocos años, crece considerablemente de doscientas a trescientas sesenta y dos obras. Realizando la mayoría de sus compras en París, accede a obras más costosas. En 1888, adquiere un dibujo de Jean-François Millet, "Le Repas au milieu du jour", por 12 000 francos y "Le Hameau Cousin à Greville" por 50 000 francos, esta última la adquiere en común con Jeanne Pommery. En 1890, esta última compra, siguiendo los consejos de Vasnier, "Les Glaneuses" de Millet por 300 000 francos oro, con la ambición de ofrecerla al Estado francés. Lo dona al Museo del Louvre el mismo año.
Dans los años 1880, frecuentó asiduamente la galería Georges Petit, que se estableció en 1882 en la rue de Sèze. La decoración de las salas de la galería se inspiraba en la Ópera Garnier. Los dibujos se presentaban en marcos moldurados e imponentes, de manera similar a los cuadros. Fue con Georges Petit y con confianza que Vasnier adquirió sus obras, especialmente en ocasiones de exposiciones de la Société des Aquarellistes français o la Société des Pastellistes français. Para sus compras en subastas públicas, también se basaba en los catálogos editados por el marchante, cuya reputación era una garantía.
En 1890, se trasladó de su apartamento en la rue Vauthier-le-Noir a un hotel particular ubicado en el 72 boulevard Lundy. Su residencia estaba "llena de cuadros notables, que formaban un verdadero museo". Allí instaló una galería de pinturas, inspirada en la del marchante Georges Petit. Su galería, de 88 metros de longitud, conocida por fotografías, permitía la aplicación de las últimas técnicas museográficas de las que el coleccionista estaba al tanto. Más tarde, amplió sus adquisiciones a objetos de arte y muebles, convirtiéndose en un mecenas notable de Émile Gallé. Esta galería se convirtió en una de las curiosidades de Reims. El príncipe Alain de Polignac la mencionó durante el Congreso de Arquitectos Franceses en junio de 1896 en estos términos: "Subimos al carruaje, damos la vuelta a la ciudad por los bulevares, y nos detenemos frente a un hotel. El Sr. Vasnier, director de la Casa Veuve Pommery, que nos había recibido hace un momento en las bodegas, nos muestra un museo muy notable que ha creado. El ojo se recrea admirando a Delacroix, Ziem, Daubigny, Friant, Monet, etc. Es el broche de oro al final de este hermoso día".
À partir de 1900, siguiendo los consejos de Jeanne Pommery, Henry Vasnier se orienta decididamente hacia las artes decorativas. Ya conocía a Émile Gallé, a quien le había encargado un comedor en 1891. Durante la Exposición Universal de 1900, Vasnier adquiere varios elementos de vajilla firmados por Gallé. También compra obras a los artistas Ernest Chaplet, Albert Dammouse, Paul Grandhomme y Jules Brateau. Estas primeras adquisiciones de objetos de arte muestran una diversidad de técnicas: cerámica, esmalte, metal, vidrio. También demuestran el apoyo temprano que Vasnier brinda al arte nuevo.
Les gustos de Henry Vasnier, dirigidos hacia artistas con reputación establecida como Millet, están en sintonía con la estética privilegiada por la sociedad burguesa que frecuentaba los salones durante el Segundo Imperio y la Tercera República. La colección formada por Henry Vasnier es ecléctica tanto en la elección de artistas como en los temas abordados. Sin embargo, se nota un interés particular por el género del paisaje, el retrato en menor medida, y las artes gráficas. Parece haber preferido obras que no ilustraran las nuevas tendencias estéticas que marcaron el amanecer del siglo XX. No obstante, la colección permite entender el gusto de este coleccionista y, por lo tanto, el gusto de su época.
Henry Vasnier, además de ser propietario de una importante colección de arte, también tenía una colección significativa de armas. En su testamento, legó a Louis Pommery, hijo de Jeanne Pommery, su colección de armas de caza y tiro modernas, mientras que dejó su colección de armas antiguas (espadas, dagas, arcabuces, un rifle de caza ruso que data de 1750, sables y dagas japonesas, etc.) al marqués Melchior de Polignac).
Las obras de la colección
El gusto por el dibujo
El dibujo es una característica destacada de la colección de Vasnier. Siguiendo la tradición de los coleccionistas del siglo XVIII, quienes consideraban el dibujo como una obra completa en sí misma, Vasnier tenía gusto por las hermosas hojas, preferiblemente con procedencias prestigiosas. Los retratos, paisajes, escenas de género y representaciones de la vida campesina que captaron su atención comparten una técnica perfectamente dominada. Algunos artistas se destacan con la mayoría de las obras en la colección de arte gráfico, como Antoine Calbet con ocho acuarelas, Léon Lhermitte con siete pasteles y Jean-François Millet con cinco pasteles. Además, se nota el interés de Vasnier por la acuarela y el pastel, que son las técnicas más representadas en su colección de arte gráfico. El coleccionista también se distingue por elegir exponer casi sistemáticamente sus dibujos en su hotel particular, en lugar de conservarlos en carpetas destinadas al pasatiempo solitario de los aficionados.
En los interiores de Vasnier, las obras gráficas conviven con las pinturas sin jerarquía, con un marco idéntico, lo que indica la importancia otorgada a este medio por el coleccionista.

### El paisaje en la colección de Vasnier
Victor Diancourt (1825-1910), alcalde de Reims de 1872 a 1881 y presidente de la Société des Amis des Arts et des Musées, declaró sobre Henry Vasnier en 1909, unos años antes de la apertura del museo de Bellas Artes: "Sus preferencias eran por los paisajes, especialmente los de Camille Corot, de quien poseía seis cuadros que abarcaban diferentes períodos de su carrera. También buscaba obras de Boudin, Jongkind y Harpignies, de quienes parece haber intuido la creciente fama que el tiempo acabaría consagrando".
El coleccionista privilegió el paisajismo del siglo XIX manteniéndose al margen de los jóvenes artistas considerados posteriormente como los artistas de vanguardia. En las últimas décadas del siglo XIX, especialmente durante la Tercera República, el paisaje se volvió cada vez más coleccionado, especialmente entre la burguesía, como lo demuestra el interés por los paisajes impresionistas que se estableció gradualmente gracias al apoyo de los marchantes. Al mismo tiempo, los paisajes rurales de Jean-François Millet, habitados por figuras de campesinos, alcanzaron precios cada vez más altos, como lo demuestra la compra por parte de Henry Vasnier del pastel "Berger gardant son troupeau à l'automne", vendido por 400 francos en 1866 y adquirido por Vasnier por 29,600 francos en 1890.
Desde el principio, Henry Vasnier manifiesta un marcado gusto por Camille Corot, cuya pintura "La Pêche en barque auprès des saules" aparece en el fondo de su retrato pintado por Joseph-Paul Meslé y del cual adquiere cinco paisajes entre 1883 y 1990. Su discípulo Henri-Joseph Harpignies también está muy presente en la colección, con trece lienzos. Vasnier también se interesa tempranamente en los artistas románticos, como Théodore Géricault y Eugène Delacroix, del cual adquiere "Desdémone maudite par son père". Pero es el paisaje el género que sigue siendo su favorito. Vasnier es un ferviente coleccionista de la Escuela de Barbizon, en particular de los artistas Georges Michel y Richard Parks Bonington, de quienes reúne una de las colecciones más ricas de su época. También posee algunas obras impresionistas: Alfred Sisley, Camille Pissarro, Claude Monet y Pierre-Auguste Renoir están representados en su colección. Pero la mayoría de sus pinturas están compuestas por artistas anteriores al impresionismo, como Johan Barthold Jongkind, Charles Daubigny o Eugène Boudin. Algunos seguidores del impresionismo, como Maxime Maufra y Henry Moret, también encuentran su lugar en su colección. Finalmente, los últimos años de Henry Vasnier se caracterizan por un nuevo gusto por la vena simbolista. Así, adquiere paisajes de Charles Cottet y René Ménard, siete pinturas de Henri Martin, dos de Henri Fantin-Latour y una de Pierre Puvis de Chavannes, "La Source". Estas últimas adquisiciones resaltan otro aspecto de la pintura del siglo XIX, menos realista y más onírico.
En los últimos años, a principios del siglo XX, adquiere obras de artistas menos conocidos como Eugène Legout Gérard (1854-1924), Pierre Lagarde (1854-1910), Paul Meslé (1855-1929), Alexandre Marcette (1853-1929), aunque su fortuna personal le habría permitido comprar artistas más reconocidos. Busca la expresión de una naturaleza efímera y móvil, la del intangible donde el agua y el cielo dominan, que es particularmente buscada por el coleccionista en los últimos años de su vida. En 1902, en esta línea, Henry Vasnier adquiere "La rade de Cardiff" de Alfred Sisley (1839-1899). Por supuesto, las elecciones tardías de Vasnier no tienen la audacia de las de la década de 1890, como las de Monet: "Les Rochers de Belle-Île" (1886) y "Les Ravins de la Creuse" (1889), cuadros importantes de la colección.
Según Atalone, el proyecto de Henry Vasnier era constituir una galería del siglo XX. Por lo tanto, sus adquisiciones tardías no son simplemente el resultado del azar o de la moda, sino que corresponden a un compromiso estético personal. Muy probablemente, Henry Vasnier aboga por una de las ramas del arte contemporáneo de su época que desea promover decididamente en su galería y, en el futuro, en un "museo condicional" que quiere moldear a su manera según su testamento. Es probablemente por esta razón que Vasnier da la impresión de "haber enriquecido su colección con el objetivo de escenificar un resumen de la historia del arte del siglo XIX".

### Henry Vasnier y la ciudad de Reims
Más allá de su legado, Henry Vasnier estuvo profundamente involucrado en la vida de la ciudad. En 1891, el presidente Carnot le otorgó la Cruz de la Legión de Honor, como resultado de lo cual, Vasnier donó 50,000 francos a la ciudad para la construcción de una guardería. También participó en la financiación para la construcción de una estatua de Juana de Arco al otorgar 25,000 francos.
Henry Vasnier es parte de los miembros del jurado de adquisición de la ciudad. Se dice que Louis Guyotin, antiguo miembro de la Société des Amis des Arts de Reims, que frecuenta asiduamente las galerías parisinas, habría ayudado a los notables de Reims en sus adquisiciones y facilitado sus encuentros con los artistas.
Involucrado en la vida social y cultural de la ciudad de Reims, miembro de la Société des Amis des Arts et des Musées y de un comité de adquisiciones, parece evidente que Henry Vasnier no se contentó únicamente con seguir el consejo de su asesor Louis Guyotin en materia de adquisiciones.

### Legado
Desde la década de 1880, Henry Vasnier destinó su colección para enriquecer la de la ciudad de Reims. En los meses previos a su fallecimiento, se comprometió a apoyar el proyecto de un nuevo museo. Discutió con el alcalde, el doctor Pozzi, sobre la iluminación, ventilación y calefacción del museo.
Las instrucciones del legado son precisas:
"El legado que he hecho a la ciudad de Reims se realiza bajo la condición formal de que mis colecciones sean conservadas por ella de manera que formen una exposición completa y en un solo bloque en una sola sala, con iluminación desde arriba y no lateralmente a través de ventanas. Esta sala estará cubierta con tela roja sedosa, de terciopelo o peluche, como la que existe en las galerías donde se encuentran mis pinturas y objetos de arte, actualmente en el número 72 del Boulevard Lundy, en Reims. Ningún objeto de arte ni cuadro que forme parte de estas colecciones podrá ser retirado o separado de ellas, y serán conservados juntos y agrupados en una misma sala bajo la designación de 'Donación Henry Vasnier'. Esta designación deberá figurar en las paredes de la sala del museo que los contenga, en ambos extremos, en dos placas de mármol negro, con letras grabadas en relieve y doradas.". Una modificación en las cláusulas del testamento será firmada entre la ciudad de Reims y los herederos de Henry Vasnier, en lo que respecta a la presentación de las colecciones, unos años más tarde. El nuevo museo que albergará la colección de Henry Vasnier será inaugurado el 19 de octubre de 1913 por el presidente Raymond Poincaré.
En 1907, Henry Vasnier hace el legado de la mayoría de su colección a la Ciudad de Reims, como había deseado durante varios años. Sus obras aún se conservan hoy en día en el Museo de Bellas Artes de Reims. Algunas de ellas se exhiben al público en los espacios de exposición permanente, como "La Avenida de la Ópera" de Camille Pissarro, "Los Riscos de Belle-Ile" de Claude Monet, o "La Rada de Cardiff" de Alfred Sisley.

## Exposiciones sobre Henry Vasnier y su colección
- “Millet, Rousseau, Daumier… : obras maestras de la donación de artes gráficas de Henry Vasnier”, exposición, Reims, Museo de Bellas Artes, 2002
- “La mirada de un coleccionista: Catálogo razonado de la colección de Henry Vasnier”, exposición, Karuizawa, Museo de Arte Mercian, 11 de julio - 9 de noviembre de 2003"
- “Henry Vasnier: Las pasiones modernas de un coleccionista audaz”, exposición, Reims, Villa Demoiselle, 6 de noviembre de 2015 - 4 de septiembre de 2016.

## Homenajes
Una avenida en Reims y una calle en Prunay (Marne) llevan su nombre.
Está enterrado en el cementerio del Este de Reims.